# Jean Étienne Casimir Poitevin de Maureilhan
Jean Étienne Casimir Poitevin de Maureilhan, francoski general, * 14. julij 1772, Montpellier, † 19. maj 1829, Metz.
1. ↑  podatkovna baza Léonore — ministère de la Culture.
2. 1 2  data.bnf.fr: platforma za odprte podatke — 2011.